# Умястовский, Франтишек
Франтишек Умясто́вский (29 января (10 февраля) 1882, Вильно — апрель или май 1940, местность Катынь Смоленской обл., РСФСР, СССР) — белорусский прозаик, поэт, публицист.

## Биография
Происходил из дворянской семьи; двоюродный брат Ф. Олехновича. Учился в Петербургском технологическом институте. Во время учёбы в 1902—1904 годах входил в подпольную организацию студенческой молодежи «Круг белорусского народного просвещения и культуры». 
Первое произведение (стихотворение «Ветер») опубликовал в «Рождественской писанцы на 1904 год» (Петербург, 1903). В 1906 году принимал участие в издании газеты «Наша доля». В 1908 году жил в дер. Иснавда Витебской губ. В течение 1908—1914 годов печатал рассказы в газете «Наша нива». Рассказы «Страх», «В лесу», «Доктор от колтун», «Не мужицкий ум» написаны под явным влиянием белорусского фольклора. Переводил произведения О. Уайльда и Н. Гоголя. 
Во время 1-й мировой войны мобилизован в армию. После жил в Вильнюсе. 
В 1919 году написал статью об истории издания газеты «Наша доля». На материалах войны написал рассказ «Стася» (1921). Выступал преимущественно как публицист. В 1927—1928 годах издавал газету «Белорусский день» и журнал «Белорусская культура». В 1928 году отошёл от общественной и культурно-просветительской деятельности. 
Мобилизован в польскую армию в 1939 году. 18 сентября 1939 года попал в советский плен. Интернирован в лагерь в Козельске. Расстрелян в Катыни.

## Труды
- Стася: Апавяданне. Вільня, 1921;
- Аб «Нашай долі» (1906) // Беларусь. 1919, 17-18 снеж.;
- Зборнік «Беларускіх ведамасцей». № 1. Вільня, 1921;
- Беларускія ведамасці. 1921, 23 вер.;
- У кн.: Анталогія беларускага апавядання: У 2 т. — Мн., 1967. Т. 1.